# Pust
| Leto | Pustni torek |
| ---- | ------------ |
| 2019 | 5. marec     |
| 2020 | 25. februar  |
| 2021 | 16. februar  |
| 2022 | 1. marec     |
| 2023 | 21. februar  |
| 2024 | 13. februar  |
| 2025 | 4. marec     |
| 2026 | 17. februar  |
| 2027 | 9. februar   |
| 2028 | 29. februar  |
| 2029 | 13. februar  |
| 2030 | 5. marec     |
| 2031 | 25. februar  |
| 2032 | 10. februar  |
| 2033 | 1. marec     |
| 2034 | 21. februar  |
| 2035 | 6. februar   |
| 2036 | 26. februar  |
| 2037 | 17. februar  |
| 2038 | 9. marec     |
| 2039 | 22. februar  |
| 2040 | 14. februar  |

Pust (pustni teden) je čas, ki se praznuje kot most med koncem zime in začetkom pomladi.
Pustni čas je premakljiv in je odvisen od velike noči, kajti pustna nedelja je 7 tednov pred veliko nočjo. Prava pustna dneva sta dva; pustna nedelja (v liturgiji quinquagesima) in pustni torek. Ime tega časa se smiselno veže na latinsko besedno zvezo domenica ante carnes tollendas ali levendas (nedelja, preden se umakne, pusti meso, predpostna nedelja). Samo praznovanje pusta sega v predkrščansko dobo, njegovo izročilo so prevzeli Rimljani in si v prepomladnem času ustvarili več praznikov, ob katerih so se tudi šemili. Praznovanje in šemljenje sta se klub upiranju uveljavljajoče se Cerkve nadaljevalo tudi po pokristjanjenju; od 10. stoletja pa je odpor ponehal. V srednji Evropi so se po letu 1300 zabave prenesle na čas pred štiridesetdnevnim postom.
Beseda pust, ki jo je poznal že Trubar, je verjetno nastala iz »mesopust«, to je iz besed meso in postiti se ali iz meso in pustiti, kar bi bil dobeseden prevod iz italijanskega izraza carneleva v pomenu »opusti meso«. Iz italijanskega carneleva je nastala beseda carnevale, iz te pa evropska kulturna beseda karnevál v pomenu »praznovanje pusta« ali »pustovanje, pust«. Danes je na Slovenskem izraz mesopust zastarel in se ne uporablja več, v ruskem okolju pa še vedno pomeni »štiridesetdnevni post«.
K pomenu besede »maškara, pustna šema« obstajajo še izrazi: pústar, pústnjak, pústnik, fášenk, fajnšček in kurent. Izraz pústnik pomeni še izraz za meseca februar in marec. Kot splošna beseda ima kurent pomen »pustna šema v kožuhu, z zvonci okrog pasu in posebnim pokrivalom, znana v vzhodni Sloveniji«
Močna zakoreninjenost izraza pust in kurent je podobno kot pri priimkih Petek in Božič dala osnovo za nastanek dveh priimkov Pust in Kurent.
- Cerkljanska pustna maska - Pust, cerkljanski laufar
- Pustne šeme, Kurenti na Ptuju
- Tipične maske, ki se nosijo v času pred štiridesetdnevnim postom/med beneškim karnevalom v Benetkah